# Vrbovka
Vrbovka (węg. Ipolyvarbó) – wieś (obec) na Słowacji położona w kraju bańskobystrzyckim, w powiecie Veľký Krtíš. Pierwsze wzmianki o miejscowości pochodzą z 1327 roku.
Według danych z dnia 31 grudnia 2012 roku, wieś zamieszkiwało 359 osób, w tym 183 kobiety i 176 mężczyzn.
W 2001 roku pod względem narodowości i przynależności etnicznej 14,12% mieszkańców stanowili Słowacy, a 83,37% Węgrzy.
Ze względu na wyznawaną religię struktura mieszkańców kształtowała się w 2001 roku następująco:
- Katolicy rzymscy – 93,39%
- Ewangelicy – 2,05%
- Ateiści – 1,59%
- Nie podano – 2,96%